# Пам'ятник Ярославу Мудрому (Київ)
Пам'ятник Ярославу Мудрому в Києві — пам'ятник великому київському князю першої половини XI ст. Ярославу Мудрому, розташований у сквері біля Золотих воріт. Князь тримає в руках макет Софійського собору, а його погляд звернений в сторону, де собор побудований. Пам'ятник створений за ескізом скульптора Івана Кавалерідзе і встановлений у 1997 році.
Правління Ярослава Мудрого, сина Володимира Святославича, було періодом розквіту Київської Русі, в тому числі культурного. В цей час дитинець Києва перетворюється на величне укріплене місто, що не мало собі рівних у країні (в сучасній історіографії воно отримало назву «міста Ярослава»). Головним в'їздом до нього слугували Золоті ворота, а заснований тут Ярославом Софійський собор став центром політичного, громадського і духовного життя.

## Історія спорудження
Пам'ятник відтворено за невеликою станковою композицією «Ярослав Мудрий з макетом Софії Київської» створеною у 1949 році скульптором Іваном Кавалерідзе, вже після смерті автора. В роботі над пам'ятником брали участь скульптори Микола Білик, Олексій Редько, Віталій Сівко та архітектори Руслан Кухаренко, Юрій Лосицький, науковий консультант Валерій Бітаєв. У 1997 році пам'ятник був відкритий у Золотоворітському сквері до Дня Києва.
Копія пам'ятника, менша за розмірами, встановлена на Андріївському узвозі в сквері поряд із будинком № 21, в якому розміщується Музей-майстерня Івана Кавалерідзе.

## Опис
Бронзова постать Ярослава Мудрого встановлена на гранітному постаменті і завершує штучний курганоподібний земляний насип, через який до пам'ятника ведуть гранітні сходи. На камені льодовикового періоду, встановленому праворуч від сходів, висічено давньоруськими літерами ім'я князя. В стилістиці скульптури поєднані традиції реалістичної пластики кінця XIX — початку XX століття та візантинізму, поширеного на початку XIX століття.
Висота фігури Ярослава становить 4,1 м, висота постаменту — 0,6 м.

Пам'ятник у 2008 році
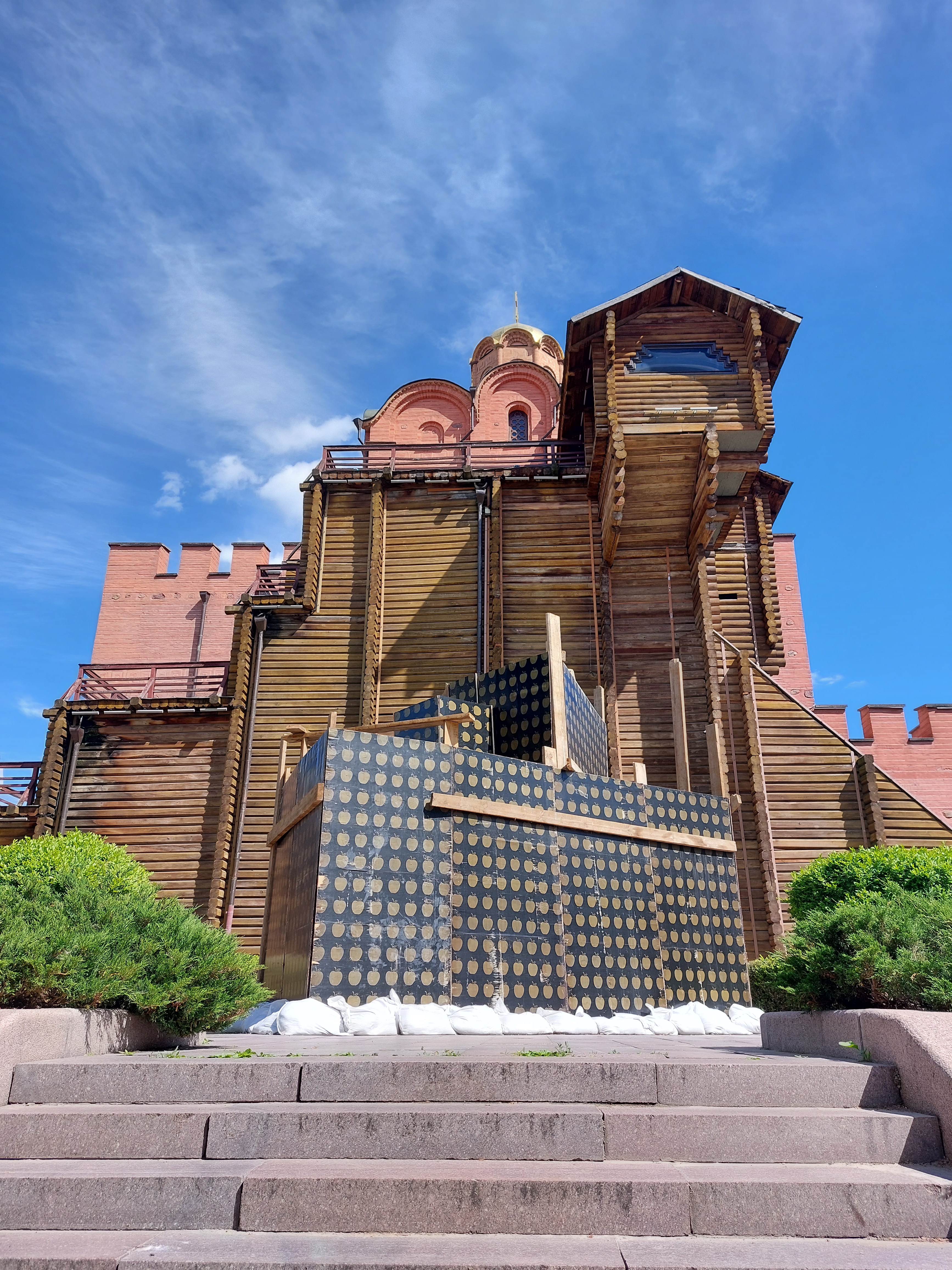
Пам'ятник у травні 2022 року, захищений від можливого руйнування на фоні російського вторгнення в Україну

## Цікаві факти
- Ярослав Мудрий із макетом Софійського собору в руках, імовірно, був зображений на головній світській композиції Софіївського собору з груповим портретом сім'ї князя. Центральна частина цієї фрески з постаттю Ярослава не збереглась, але відома за малюнком Абрагама ван Вестерфельда 1651 року[3][4].
- На тильній частині монумента збереглися три відбитки долонь, які залишили скульптори М. Білик, О. Редька, В. Сівко[5].
- За особливості композиції пам'ятник отримав від містян жартівливу назву «Чоловік з тортом»[6].